# ArenaNet
Az ArenaNet egy amerikai videójáték-fejlesztő vállalat, melyet 2000 tavaszán alapított Mike O’Brien, Patrick Wyatt és Jeff Strain a Washington állambeli Bellevue városában. Megalakulásuktól fogva a Guild Wars című videójáték-sorozaton dolgoznak.
Az ArenaNet alapítói korábban a Blizzard Entertainment kötelékében dolgoztak és fontos szerepet töltöttek be például a Warcraft, a StarCraft, a Diablo, a Diablo II, valamint a Battle.net fejlesztésénél. A fejlesztőstúdió kezdetben a Triforge nevet viselte, majd ezt később ArenaNet-re változtatták, 2002 decemberében pedig a koreai NCsoft kiadóvállalat felvásárolta a céget.
2008. szeptember 10-én az NCsoft bejelentette, hogy ezentúl az összes észak-amerikai és európai székhelyű leányvállalata az NC West nevezetű részlegének fennhatósága alá kerül, melynek székhelye a Washington állambeli Seattle városa lesz. Az ArenaNet-nek ettől fogva nem közvetlenül az NCsoft Korea felé kell jelentenie. Az ArenaNet három vezetője lépett át ezen szervezetbe, hogy ott vezető pozíciót töltsenek be: Chris Chung lett az NC West vezérigazgatója, Jeff Strain az elnöke, Patrick Wyatt pedig a műszaki igazgatója. A Guild Wars 2 fejlesztése Mike O’Brien vezetésével folytatódott, aki továbbra is a cégnél maradt. 2009 augusztusában Jeff Strain elhagyta a vállalatot, majd bejelentette, hogy egy új fejlesztőstúdió létrehozását tervezi.